# Sarreinsming
Sarreinsming (deutsch Saareinsmingen, lothringisch Ääsminge) ist eine französische Gemeinde mit 1206 Einwohnern (Stand 1. Januar 2022) im Département Moselle in der Region Grand Est (bis 2015 Lothringen). Sie gehört zum Arrondissement Sarreguemines.

## Geographie
Sarreinsming liegt auf einer Höhe zwischen 194 und 310 m über dem Meeresspiegel, die mittlere Höhe beträgt 220 m. Das Gemeindegebiet umfasst 6,98 km². Die Gemeinde liegt an der Saar und am Saarkanal, zwischen welchen der Saar-Radweg verläuft. Die Gemeinde grenzt im Nordosten an Blies-Ébersing, im Osten an Wiesviller, im Südosten an Zetting, im Südwesten an Rémelfing sowie im Westen und Nordwesten an Saargemünd.

## Geschichte
Zu Beginn unserer Zeitrechnung wurde das Gebiet um Sarreinsming von gallo-römischen Völkern besiedelt, was durch Ausgrabungen an zwei Stellen bestätigt wurde. Dazu kamen Völker aus dem germanischen Raum und so endete die Erstbesiedlung im 4. Jahrhundert. Zwischen dem 4. und 12. Jahrhundert gibt es keine schriftlichen Zeugnisse über die Besitzverhältnisse in Sarreinsming. Auch die Mönche des Benediktinerklosters Hornbach waren an den Waldrodungen und am Bau von Bauernhöfen, Dörfern und Kirchen beteiligt.
Erstmals schriftlich erwähnt wurde Sarreinsming in einem Brief von Papst Eugen III. vom 27. Mai 1159, in dem dieser Ort als Eigentum der Abtei Wadgassen bestätigt wurde.
In den nächsten Jahrhunderten wurde der Besitz in und um Sarreinsming durch zahlreiche Adelsfamilien durch Vererbung, Verpachtung und Wiedereinziehung hin- und herverschachert.
Für die Jahre 1426, 1446, 1448, 1481, 1517 und 1548 sind schwere Frühlingsfröste überliefert, was Hungersnöte verursachte.
Ende des 16. und Anfang des 17. Jahrhunderts erhoben die Herzöge von Lothringen auch an der alten Holzbrücke über die Saar in Sarreinsming Brückenzoll. insbesondere für die Salztransporte aus dem Saulnois in Richtung Straßburg.
1782 verkauften die Erben der Familie Maurice die Festung Sarreinsming an Graf Charles Gravier de Vergennes, Minister unter Ludwig XVI.; nach dessen Tod im Jahr 1787 trat sein Sohn Louis Charles Joseph de Vergennes die Nachfolge seines Vaters als Herr von Sarreinsming an. Durch sein Testament vom 1784 vermachte er seinem ältesten Sohn Constantin seine Ländereien in Burgund. Louis Charles Joseph, dem zweiten Sohn, vermachte er seine Ländereien in Deutsch-Lothringen, die er 1782 erworben hatte. Als er 1787 starb, wurden seine Söhne Eigentümer seines Landes. Die Herrschaft von Sarreinsming war damals Teil der Domänen von Louis Charles Joseph de Vergennes.
Als 1789 die Französische Revolution begann, verließ Louis Charles de Vergennes das Territorium als Emigrant. Sein Land und andere Besitztümer, insbesondere in Sarreinsming, wurden beschlagnahmt und als Staatseigentum verkauft.
Nach seiner Rückkehr aus dem Exil im Jahr 1803 wurde er erneut Eigentümer seiner Ländereien, die nicht als nationales Eigentum verkauft wurden. Für Ländereien, die er nicht mehr zurückgewinnen konnte, einschließlich denen in Sarreinsming, bekam er Entschädigungen.

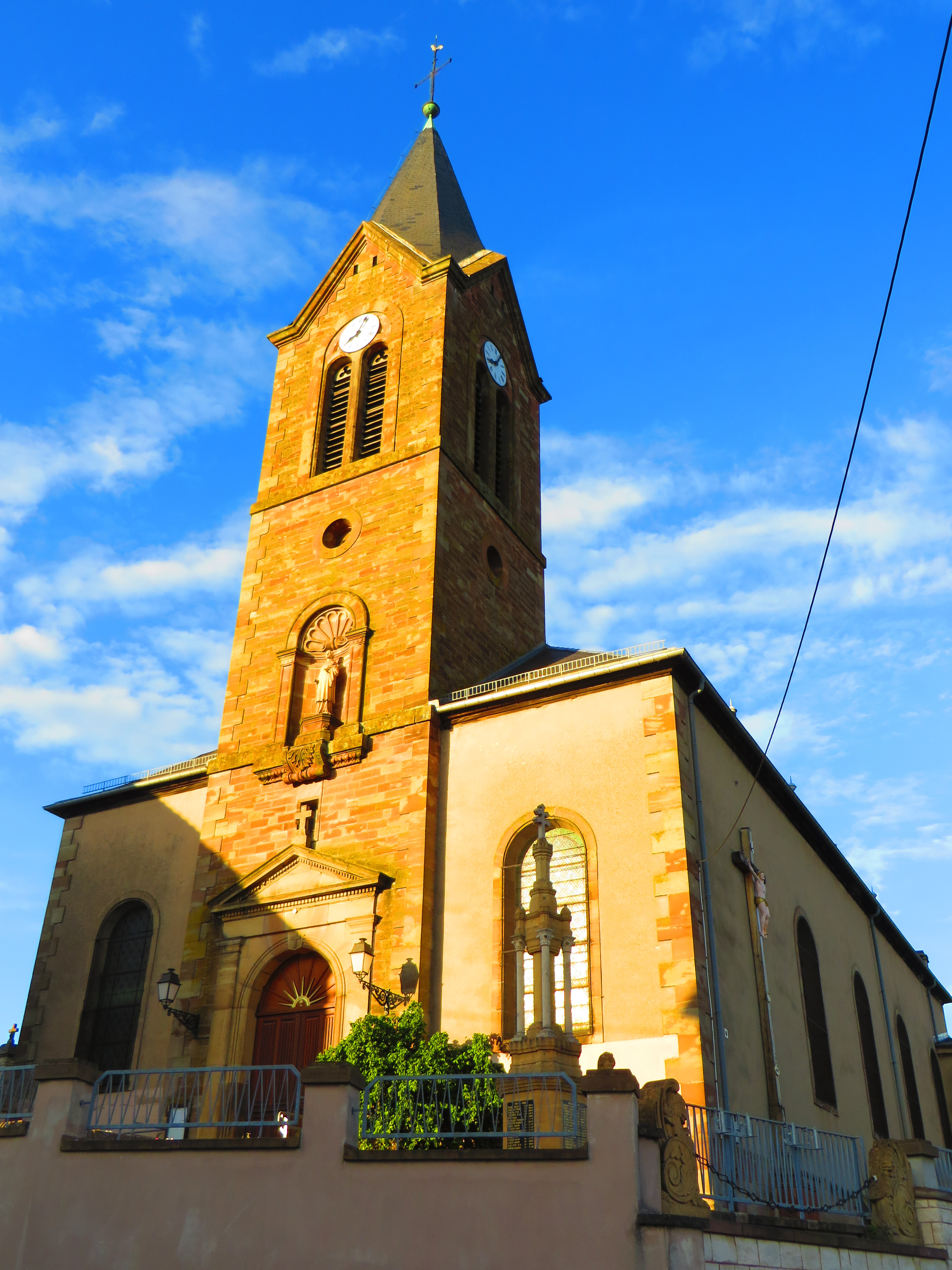
Kirche St. Cyriacus

### Bevölkerungsentwicklung
| Jahr      | 1962 | 1968 | 1975 | 1982 | 1990 | 1999 | 2007 | 2019 |
| Einwohner | 994  | 1159 | 1174 | 1182 | 1166 | 1249 | 1311 | 1262 |

## Sehenswürdigkeiten
- Kirche St. Cyriacus
- Überreste der gallorömischen Villa rustica Heidenkopf im Grosswald

## Belege
1. ↑  Geschichtsabriss auf sarreinsming.fr (französisch)